# Nuno Bettencourt
Nuno Bettencourt (Praia da Vitória, 20 de setembro de 1966) é um guitarrista e vocalista português, membro da banda Extreme, e que ficou famoso por seus solos extremamente técnicos, sendo a sua maneira de tocar muito influenciada por Eddie Van Halen.

## Biografia

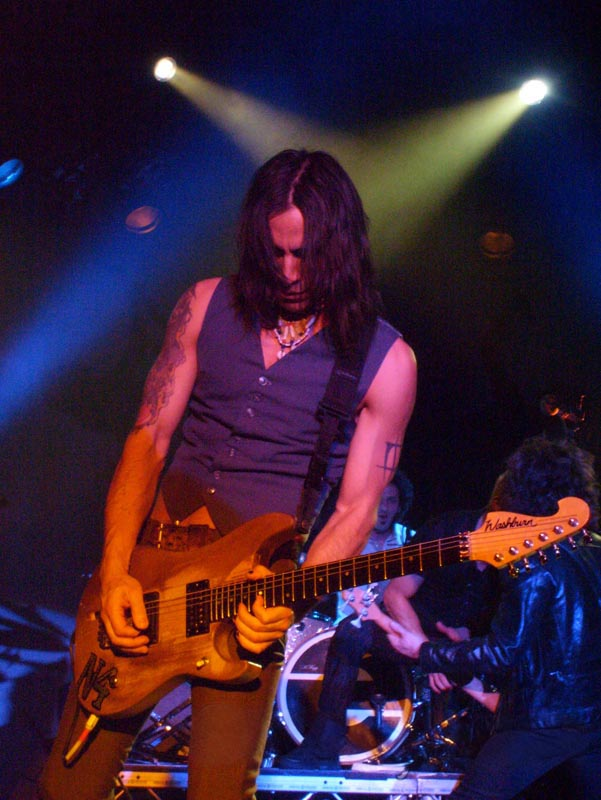
Nuno tocando ao vivo com o Extreme em Birmingham, Inglaterra

Nuno Bettencourt nasceu na Praia da Vitória, Terceira, Açores, Portugal, em 1966. Mudou-se, com a sua família, para Hudson, Massachusetts aos 4 anos.
Nos EUA não tinha grande interesse por música. Preferia o desporto, principalmente hóquei e futebol. O primeiro instrumento que tocou foi bateria, até que o seu irmão, Luís Gil Bettencourt, começou a ensinar-lhe a tocar guitarra, mas aprendeu sobretudo como autodidata.
Em 1985 Bettencourt juntou-se à banda Extreme. No dia 5 de agosto de 1987 fizeram um concerto em Boston com presença de executivos de grandes gravadoras e, em novembro, assinaram com a A&M Records.
Por volta de março de 1988, os Extreme fizeram a sua primeira grande apresentação ao público, abrindo um concerto dos Aerosmith (banda também de Boston).
Em 1989 lançaram o álbum ‘Extreme’, que não teve muito sucesso.
Depois de uma turnê pela América do Norte e Japão, os Extreme lançaram o álbum, ‘Pornograffitti’, em 1990, que os colocou definitivamente no hall da fama. O som da banda começava a mudar; em alguns momentos ainda soava a “funk metal”, mas o rock e o hard rock tinham forte presença em ‘Pornograffitti’.
Ainda em (1990) participou no disco Putting Back The Rock, de Jim Gilmore.
Entraram na sua segunda turnê pelos Estados Unidos, enquanto as baladas More Than Words (o maior hit dos Extreme) e Hole Hearted não saíam das rádios. Em dezembro de 1990, a Washburn Guitars lança uma série de guitarras, N4 - Nuno Bettencourt Signature Series, com a assinatura de Nuno Bettencourt.
O single More Than Words alcançou o primeiro lugar em vários países, entre eles: Estados Unidos, Holanda, Portugal e Israel. Durante a turnê tocaram em vários festivais e com vários grupos e cantores famosos, entre eles o ex-Van Halen David Lee Roth. Nuno foi convidado para tocar no “Guitar Legends”, em Sevilha, Espanha. Tocou ao lado de Brian May, Steve Vai, Joe Satriani, entre outros. A turnê de ‘Pornograffitti’ terminou em Honolulu, no dia 15 de dezembro de 1991.
Em 1991 participou em Confessions, de Dweezil Zappa. Nuno canta numa semibalada, intitulada O Beijo.
Em janeiro de 1992 os Extreme fizeram um dos maiores concertos da sua história, para cerca de 60.000 pessoas, no Hollywood Rock, no Rio de Janeiro. O fenômeno Nuno Bettencourt não parava de ganhar prêmios. Foi premiado em todas as categorias a que foi indicado no “Guitar For The Practicing Musician readers’ poll” e ainda ganhou os premios:“Top Of The Rock”, “Songwriter of the Year”, “Solo of the Year” (pelo solo de guitarra que fez, chamado “Flight of the Wounded Bumblebee”) e também “Guitar LP of the Year”. O Extreme foi indicado para oito categorias no Boston Music Awards e ganhou cinco delas: “Act of the Year”, “Outstanding Rock Single” (por “Hole Hearted”), “Outstanding Pop Single” (por “More Than Words”), “Outstanding Song/Songwriter” (Nuno e Gary por “More Than Words”) e “Outstanding Instrumentalist” (Nuno Bettencourt). No dia 20 de Abril tocaram More Than Words e uma versão acústica de Love of My Life (do Queen) no concerto de Tributo a Freddie Mercury, para mais de 70.000 pessoas, no estádio de Wembley.
Nuno participa no tema Maubere de Rui Veloso a favor da causa Timorense.
Em setembro de 1992 foi lançado o terceiro álbum do Extreme, ‘III Sides To Every Story’. Nuno ganhou o prêmio “Guitarist of the Year” da Metal Edge Magazine. A turnê europeia da banda terminou em 23 de Dezembro de 1992 no estádio de Wembley, onde foram assistidos e aplaudidos por Brian May, Roger Daltrey, entre outros astros. Mais prêmios vieram para o Extreme. Nuno ganhou o “MVP” no Guitar World readers’ poll, deixando para trás Joe Satriani, Eddie Van Halen, Slash e Eric Clapton. Ganhou também o prêmio de “Best Rock Guitar”, também o “Best Rock Guitar Album” (pelo álbum “III Sides”) e “Best Solo” (pelo solo de guitarra de Rest In Peace).
Em 1993, Bettencourt co-escreveu e produziu Where Are You Going, para o filme Super Mario Bros.
Em 1994, Bettencourt casou com a cantora Suze DeMarchi. Também participou no disco Honey de Robert Palmer.
1995 foi o ano do quarto álbum da banda, ‘Waiting For The Punchline’. Mais um álbum de sucesso, com vários hits, entre eles: Hip Today, Unconditionally e Cynical. A primeira e única canção instrumental do Extreme saiu nesse álbum. Uma sensacional canção de violão chamada Midnight Express.
Em 1996 saiu da banda para iniciar uma carreira a solo. Nuno Bettencourt lançou seu CD ‘Schizophonic’ que surpreendeu a todos os fãs que esperavam um CD ao estilo Steve Vai ou Eddie Van Halen. Schizophonic demorou cinco anos a ser concluído.
Em 16 de dezembro de 1997, Bettencourt forma a banda Mourning Widows (o nome foi inspirado por uma escrita que tinha visto na parede de uma igreja em Portugal) que lançaram no Japão, através da Polydor, um álbum auto-intitulado. o disco vendeu 45.000 no primeiro mês. O segundo álbum da banda, Furnished Souls for Rent foi lançado originalmente no Japão em 2000.
Em 1999 grava Try Again com a cantora Lúcia Moniz e grava Every Diamond para o disco de tributo a Rui Veloso.
Forma a banda Population 1 que lançam um disco em 2002. Devido a questões legais, o nome teve de ser alterado passando finalmente para DramaGods. DramaGods lançou seu primeiro álbum em dezembro de 2005.
DramaGods apareceram no Udo Music Festival, juntamente com KISS, Santana, Jeff Beck, The Doobie Brothers, Alice in Chains, The Pretenders, Ben Folds Five, e outros, em Julho de 2006.
Um CD do mágico Criss Angel, Mindfreak, contém uma música em que aparece Bettencourt e foi lançado em junho de 2006.
Nuno tocou com os The Satellite Party de Perry Farrell até julho de 2007. Bettencourt ajudou a produzir Ultra Payloaded, o álbum de estreia do grupo lançado em 29 de maio de 2007 pela Columbia Records.
A banda de Hard Rock Extreme regressou em 2008 com o disco “Saudades de Rock”, o primeiro lançamento de estúdio da banda em 13 anos.
Em 2008, Bettencourt foi destaque na trilha sonora para o filme Smart People. É creditado na capa da trilha sonora que inclui a faixa Need I say more, com Gary Cherone (dos Extreme), e as seleções Baby Animals.
Em 2009 colaborou em The Best Night Ever de Marshall, uma personagem de How I Met Your Mother. O vídeo era uma paródia ao vídeo de More Than Words.
Atualmente, Nuno faz participações como guitarrista da super estrela Rihanna, onde esteve em turnê com a mesma na Last Girl on Earth Tour (2010), na Loud Tour (2011) e recentemente na Diamonds World Tour (2013) e continua com a banda Extreme e no intervalo do mega evento desportivo Super Bowl em 2023.
Ativo e com a excelência musical intacta se prepara para 2023 lançar um novo álbum com Extreme. Além de trabalhos solos com Jullian Lennon, Russ Hewitt.

## Estilo musical
Como guitarrista e compositor, Bettencourt consegue retirar uma variedade de estilos e influências. Os seus trabalhos mais importantes foram no campo do rock e heavy metal mas os seus maiores sucessos foram canções acústicas. Bettencourt é considerado como um guitarrista técnico e é influenciado por muitos guitarristas diferentes como Eddie Van Halen, Al Di Meola ou Jimmy Page. Consideram ainda que seus solos são influenciados por Brian May dos Queen.

## Curiosidades
Em 27 de agosto de 1994, Bettencourt casou com a cantora Suze DeMarchi, na Igreja de São Miguel Arcanjo, Igreja Matriz de Vila Franca do Campo, (Ilha de São Miguel, Açores), divorciando-se em 2013. Têm dois filhos juntos: Bebe Orleans (nascida em 2 de fevereiro de 1996) e Lorenzo Aureolino (nascido em 12 de agosto de 2002). 
Bettencourt se casou novamente em 2022 com a dançarina Christina Chandler com quem teve uma filha em 2021. 
Bettencourt cita a culinária italiana como sua favorita. Adora sushi e Butterfinger (tipo de doce, como Kit Kat).
Nuno Bettencourt está presente no CD e DVD do Guitar Wars onde aparecem grandes músicos como Steve Hackett (Genesis, GTR), o baixista do Led Zeppelin John Paul Jones ou o guitarrista Paul Gilbert dos Racer X.
No videoclip de More Than Words de 1990 aparece a bandeira nacional Portuguesa no cenário por cima de umas colunas de som, colocada pelo Nuno Bettencourt em honra ao seu país de origem.
Em 2006, a banda Extreme teve seu sucesso Play With Me, presente no jogo de video-game Guitar Hero Encore: Rocks the 80s.
Atualmente Play with Me foi uma das faixas musicais da série Stranger things na sua 4° temporada.

## Discografia

### Extreme
- Extreme (1989)
- Pornograffitti (1990)
- III Sides to Every Story (1992)
- Waiting for the Punchline (1995)
- Saudades de Rock (2008)
- Take Us Alive (2010)
- Six (2023)

### Nuno
- Schizophonic (1996)

### Mourning Widows
- Mourning Widows (1998)
- Furnished Souls For Rent (2000)

### Population 1
- Population 1 (2002)
- Sessions From Room 4 EP (2004)

### DramaGods
- Love (2005)

### Satellite Party
- Ultra Payloaded (2007)